# Micrargus
Genre
Synonymes
- Blaniargus Simon, 1913
- Plexisma Hull, 1920
- Nothocyba Simon, 1926

Micrargus est un genre d'araignées aranéomorphes de la famille des Linyphiidae.

## Distribution
Les espèces de ce genre se rencontrent en zone holarctique.

## Liste des espèces
Selon World Spider Catalog (version 26, 18/02/2025) :
- Micrargus alpinus Relys & Weiss, 1997
- Micrargus apertus (O. Pickard-Cambridge, 1871)
- Micrargus cavernicola Wunderlich, 1995
- Micrargus cupidon (Simon, 1913)
- Micrargus dissimilis Denis, 1950
- Micrargus fuscipalpis (Denis, 1962)
- Micrargus georgescuae Millidge, 1976
- Micrargus herbigradus (Blackwall, 1854)
- Micrargus hokkaidoensis Wunderlich, 1995
- Micrargus laudatus (O. Pickard-Cambridge, 1881)
- Micrargus longiembolus Irfan, Zhang & Peng, 2025
- Micrargus longitarsus (Emerton, 1882)
- Micrargus nibeoventris (Kishida, 1942)
- Micrargus pacificus (Emerton, 1923)
- Micrargus parvus Wunderlich, 2011
- Micrargus pervicax (Denis, 1947)
- Micrargus subaequalis (Westring, 1851)

## Systématique et taxinomie
Ce genre a été décrit par Dahl en 1886.
Blaniargus , Plexisma et Nothocyba ont été placés en synonymie par Denis en 1950.

## Publication originale
- Dahl, 1886 : Monographie der Erigone-Arten im Thorell schen. Sinne, nebst andern Beiträgen zur Spinnenfauna Schleswig-Holsteins. Schriften des Naturwissenschaftlichen Vereins für Schleswig-Holstein, vol. 6, p. 65-102.